# Reformierte Kirche Praden

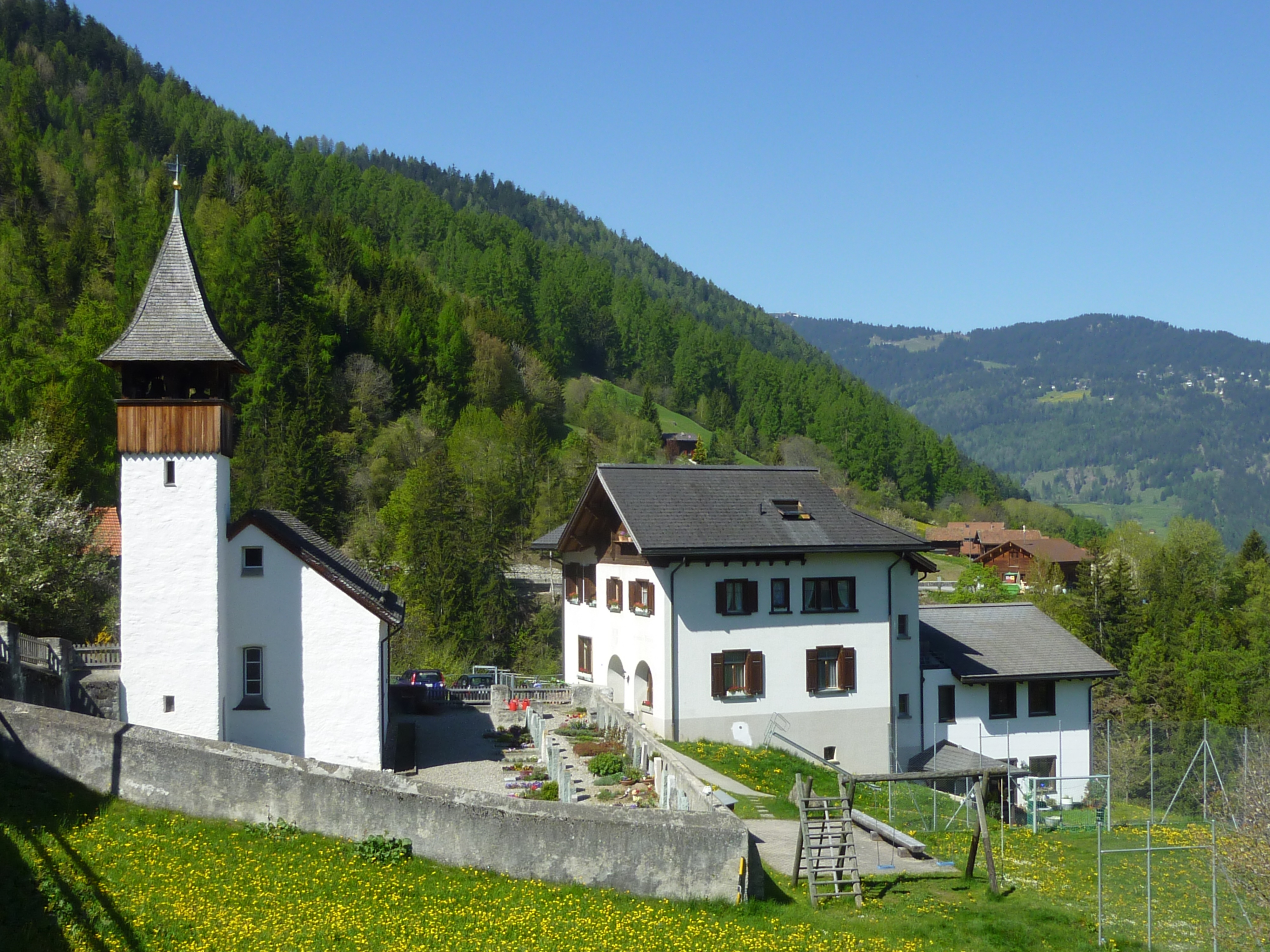
Ansicht von Süden

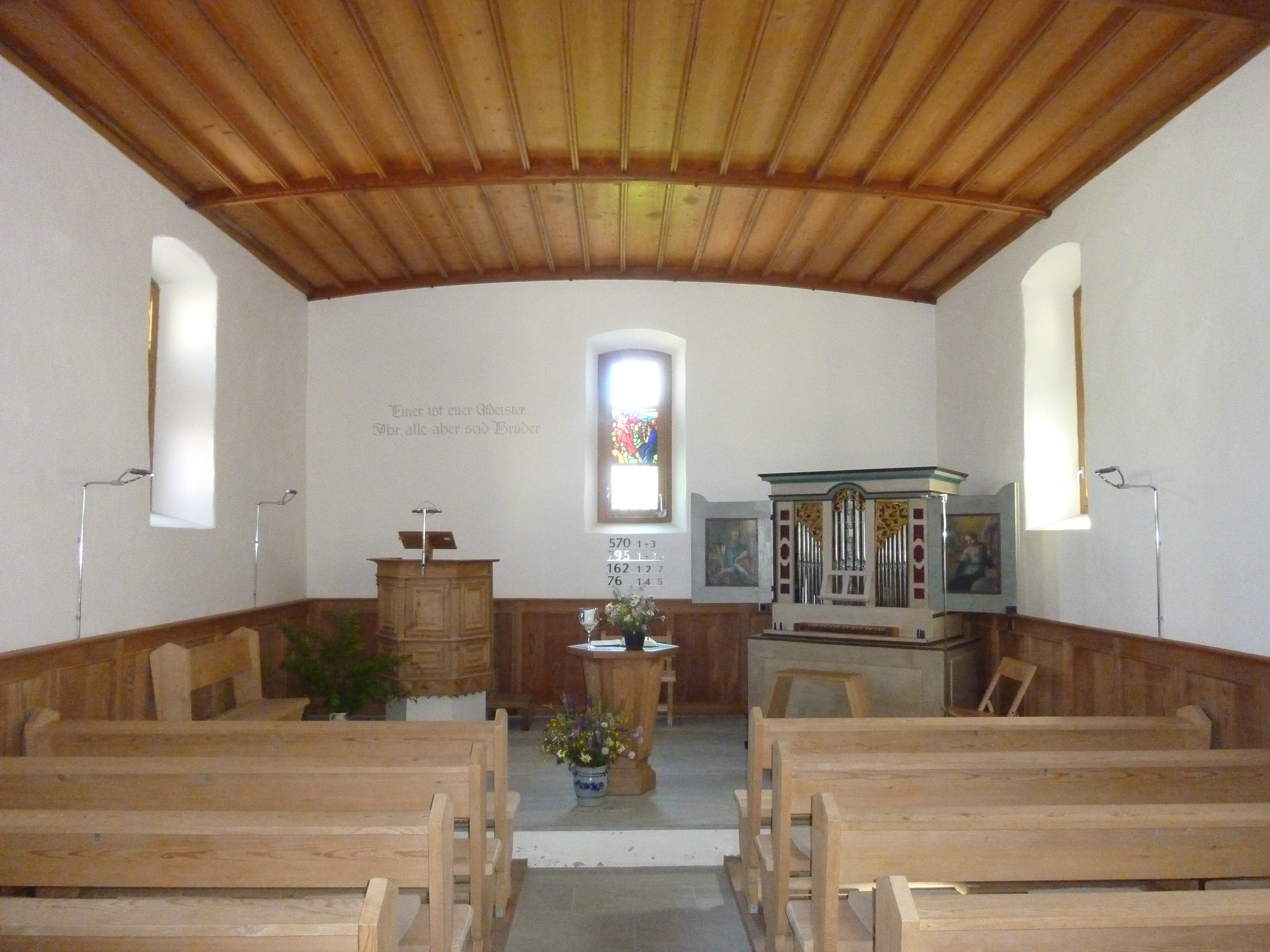
Innenraum

Die reformierte Kirche in Praden auf der linken Talseite des Schanfigg ist ein evangelisch-reformiertes Gotteshaus unter dem Denkmalschutz des Kantons Graubünden.

## Geschichte und Ausstattung
Die Mutterkirche auch für das linksseitige Schanfigg war bis zur Reformationszeit die St. Georgskirche in Castiel. Zu einer eigenen Kirche kam Praden in der Pestzeit während der Bündner Wirren Anfang des 17. Jahrhunderts, als den Pradnern der Zugang ihrer Pesttoten zum Friedhof in Tschiertschen verwehrt und ihnen stattdessen Geld zum eigenen Kirch- und Friedhofsbau gegeben wurde. Dieser wurde 1642 als einfaches, geostetes Gebäude realisiert. Eine Restaurierung 1958, die insbesondere das Erscheinungsbild des Kirchturms betraf, wurde 1983 rückgängig gemacht, so dass die heutige Kirche weitgehend die Gestalt aus der Gründungszeit zeigt.
Die Hausorgel im Kircheninneren ist eine der ältesten, wenn nicht die älteste noch im Gebrauch befindliche Kirchenorgel Graubündens. Auf den Flügeln des Prospekts sind König David beim Harfenspiel und ein posauneblasender Engel zu sehen.

## Kirchliche Organisation
Die Evangelisch-reformierte Landeskirche Graubünden führt Praden, gemeinsam mit Tschiertschen und Passugg-Araschgen, als Teil der Kirchgemeinde Steinbach (der Name leitet sich vom Steinbachtobel unterhalb von Praden her).